# Oyama Afuri-jinja
Le sanctuaire Oyama Afuri est un sanctuaire shinto situé à Isehara, préfecture de Kanagawa, au Japon. Il est classé Beppyo, terme désignant un sanctuaire de grande importance et d'une histoire notable,,.

## Histoire
Fondé durant le règne millénaire de l'empereur Sujin, le sanctuaire Oyama Afuri, connu en tant que Shikinai sha, est une institution shintoïste vénérée. Initialement connue sous le nom de « Amemuri yama », cette montagne sacrée a joué un rôle central dans les prières pour la pluie et la prospérité agricole tout au long de l'histoire. Depuis la période Nara, mélange de shintoïsme et de bouddhisme, jusqu'à servir de sanctuaire aux samouraïs en quête de succès, l'importance des sanctuaires a transcendé le temps. Au cours de l'ère Edo, plus de 200 000 pèlerins se sont lancés dans un voyage vers le mont Oyama, soulignant l'importance des sanctuaires et les traditions vibrantes du pèlerinage d'Oyama.

## Divinités
Au sanctuaire Oyama Afuri, diverses divinités sont honorées:
Oyamatsumi no Okami ; Connu comme le père de Konohanasakuya hime (la divinité du mont Fuji), ce personnage vénéré symbolise les montagnes, les plans d'eau, les compétences de navigation, la prospérité industrielle et le brassage du saké.
Takaokami no Kami, une divinité associée à la pluie et à l'eau, est mentionnée dans les archives. On pense qu'il a un impact sur les conditions météorologiques et les activités agricoles. Ooikazuchi no Kami, le dieu du tonnerre est très respecté pour sa protection contre les incendies et les vols, également reconnu comme le « Grand Tengu » du mont Oyama.

## Importance culturelle

### Pèlerinage d'Oyama
Durant la période Edo, le pèlerinage d'Oyama était une tradition où les fidèles formaient des groupes (« Kō (en) ") pour visiter le sanctuaire. Ce pèlerinage, associé au chemin « Oyama Kaido », a joué un rôle dans le façonnement de la culture en inspirant des histoires de rakugo et des œuvres d'art ukiyo-e. En 2008, ce pèlerinage a été désigné site du patrimoine en raison de son importance culturelle.

### Tradition Osamedachi
Une tradition issue d'un conte selon lequel Minamoto no Yoritomo offre une épée au sanctuaire. La coutume d'Osamedachi consiste à présenter des épées pouvant atteindre des longueurs allant jusqu'à 6 mètres.

### Danse Kagura
Importée du sanctuaire Kasuga Taisha pendant l'ère Meiji, la danse Kagura exécutée au sanctuaire Oyama Afuri comprend des danses de garçons (Yamato Mai) et de filles (danse Miko) couvrant des tranches d'âge, des élèves du primaire aux adultes.
Le Sendoshi Ryokan, construit à l'origine pour accueillir les fidèles, s'est transformé en une auberge proposant des services d'hébergement et de restauration. Il fait partie des hébergements du temple au Japon.
Quant à la tradition Oyama Nô, elle reflète l'engagement du sanctuaire en faveur de la paix et de l'harmonie, remontant à ses origines à l'ère Genroku. Cette tradition symbolise également le lien entre les dirigeants du mont Oyama, unis par leur adhésion aux spectacles de Nô.

## Galerie

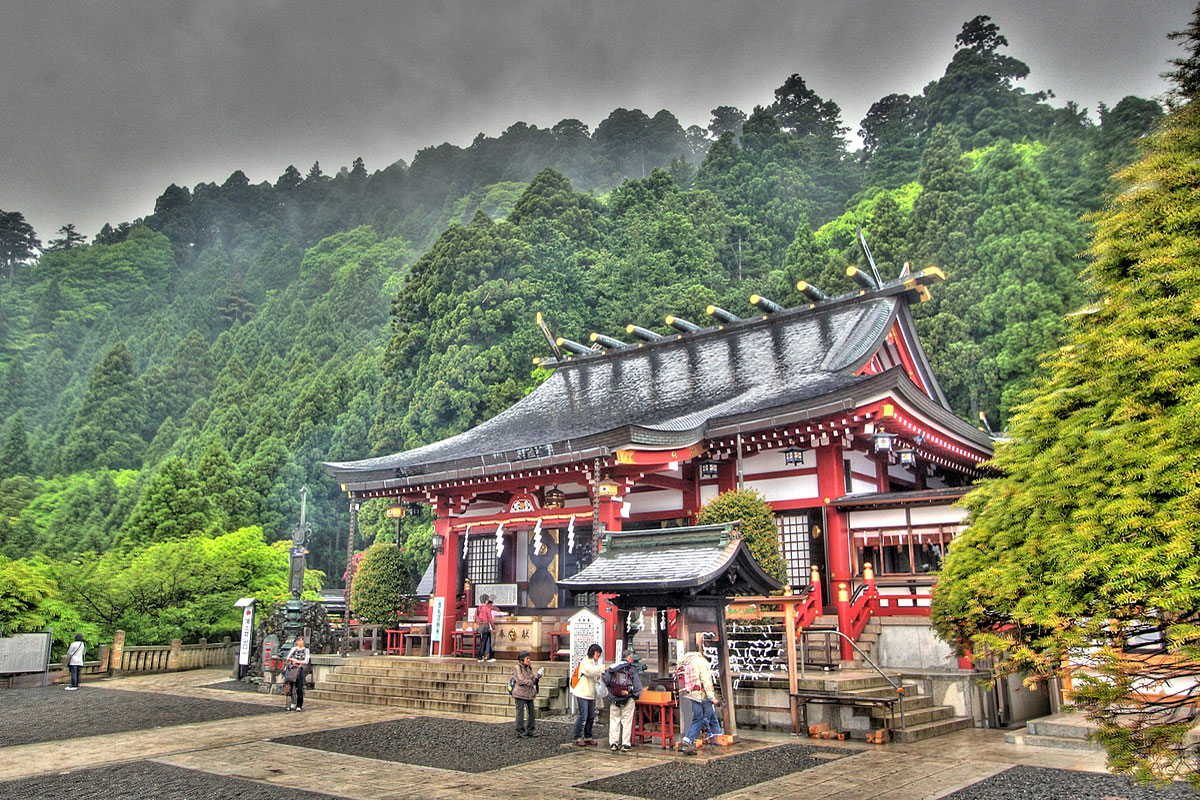
Ōyama Afuri Jinja en 2009
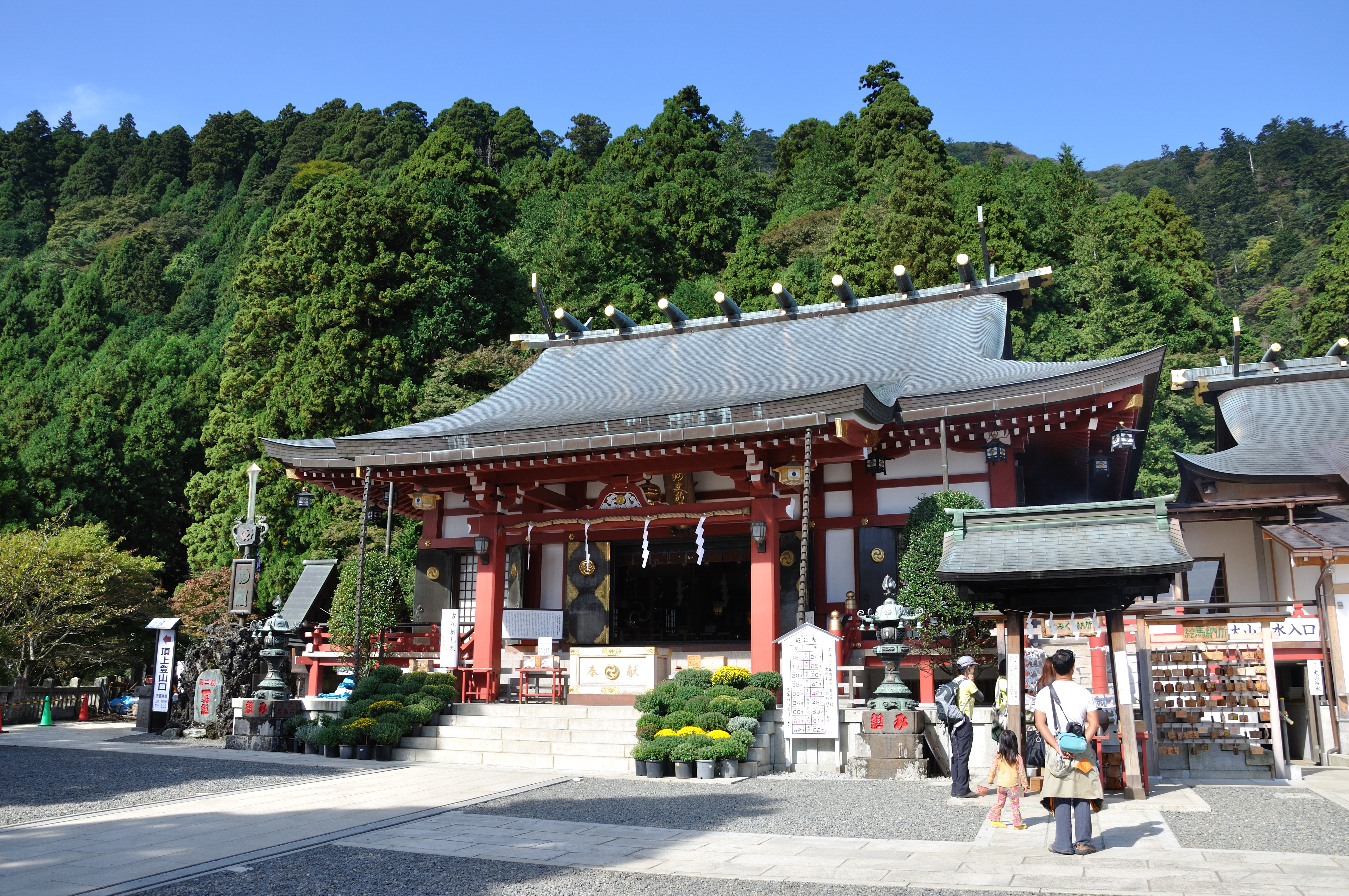
Ooyama Afurijinjya
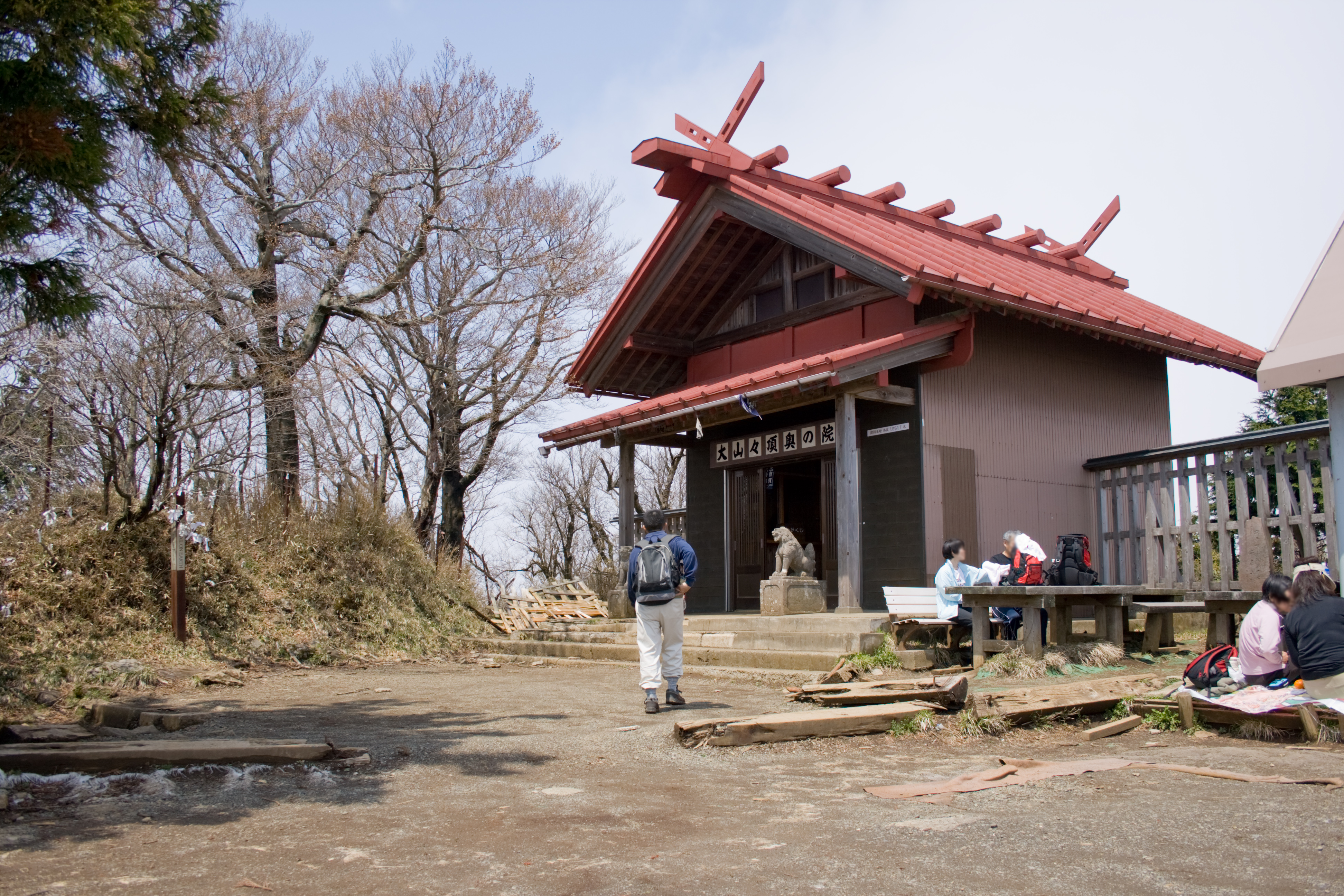
Sanctuaire Oyama Aburi 01
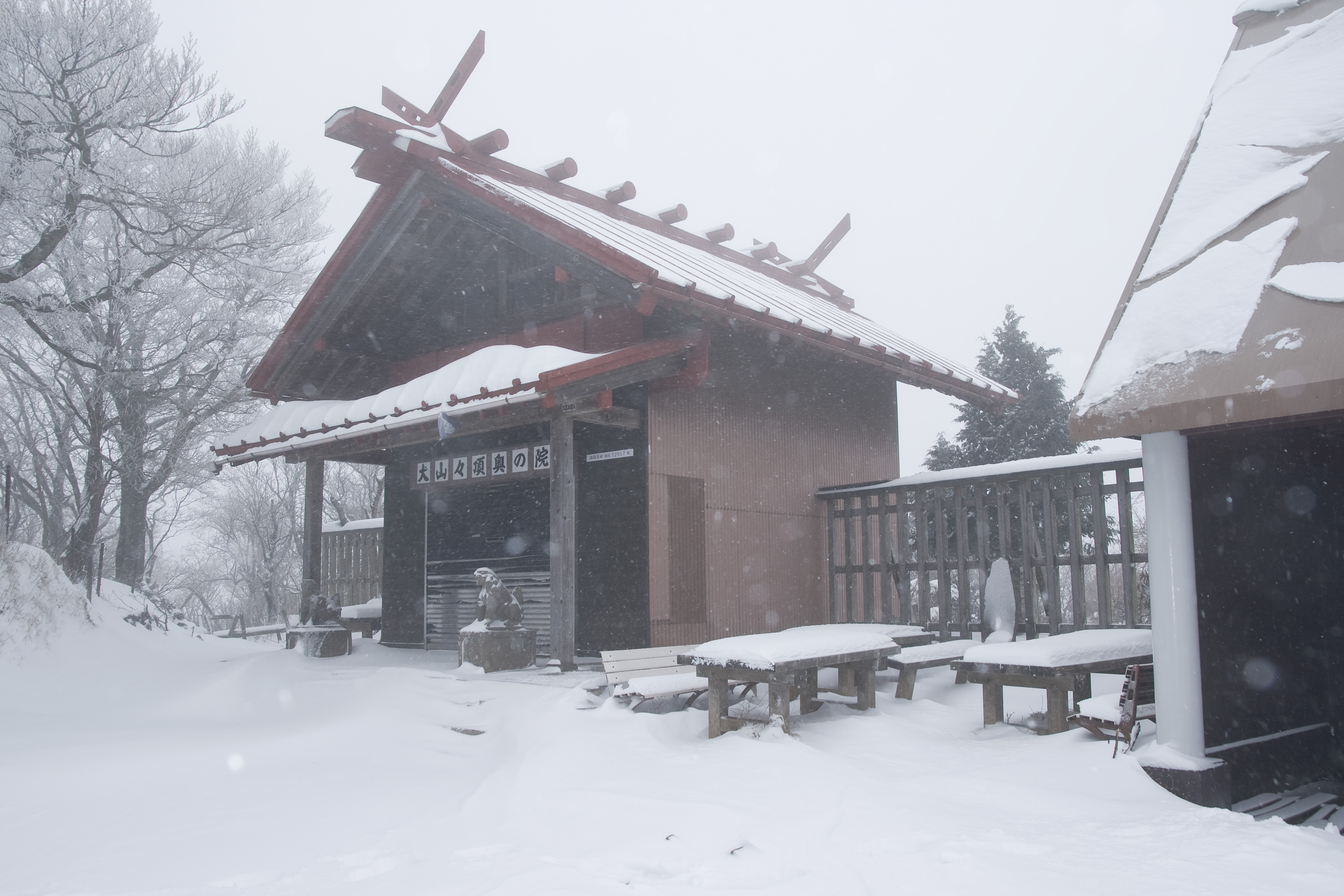
Sanctuaire Oyama Aburi 02
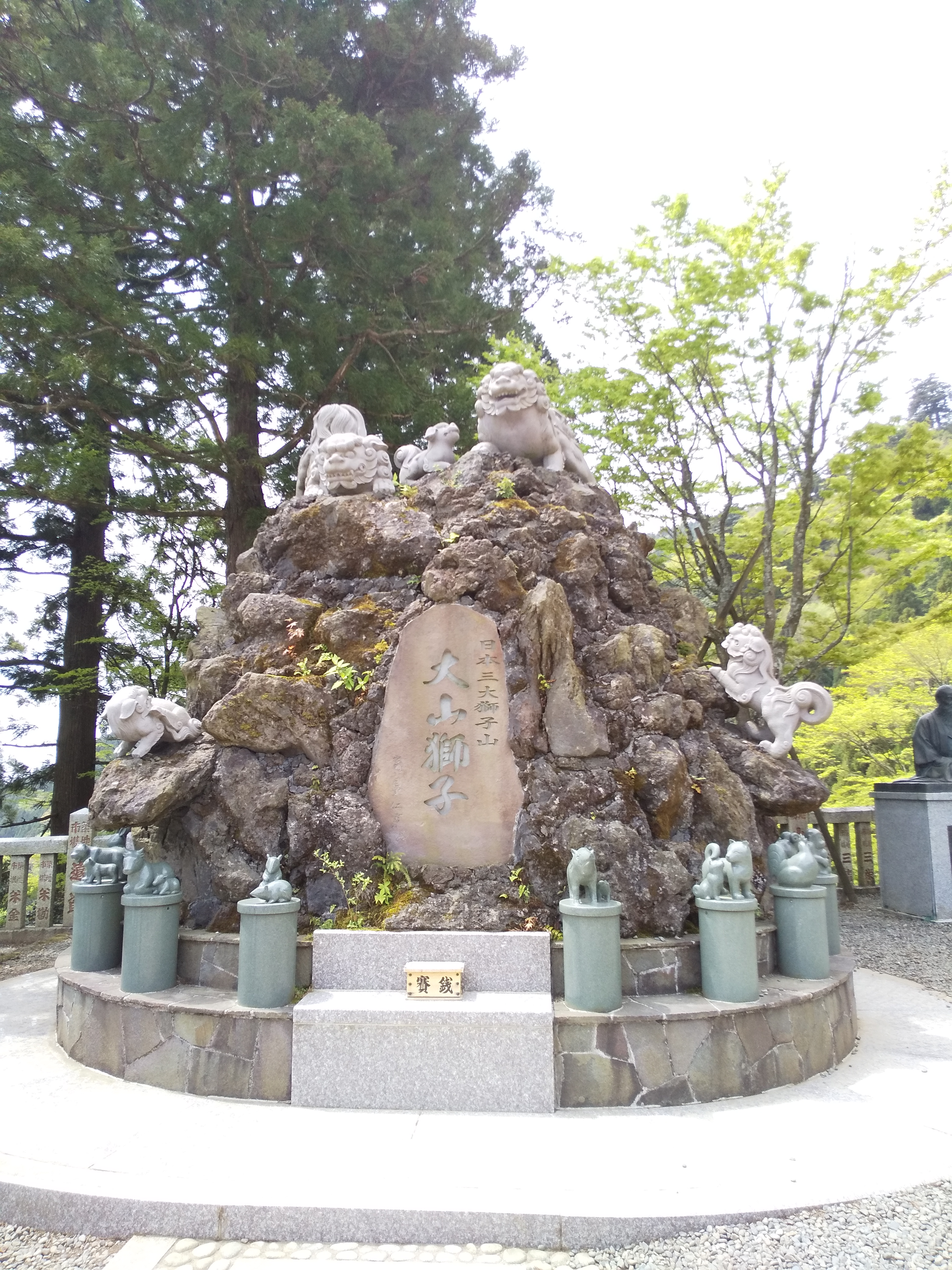
Sanctuaire Oyama Afuri Gesha Shishiyama
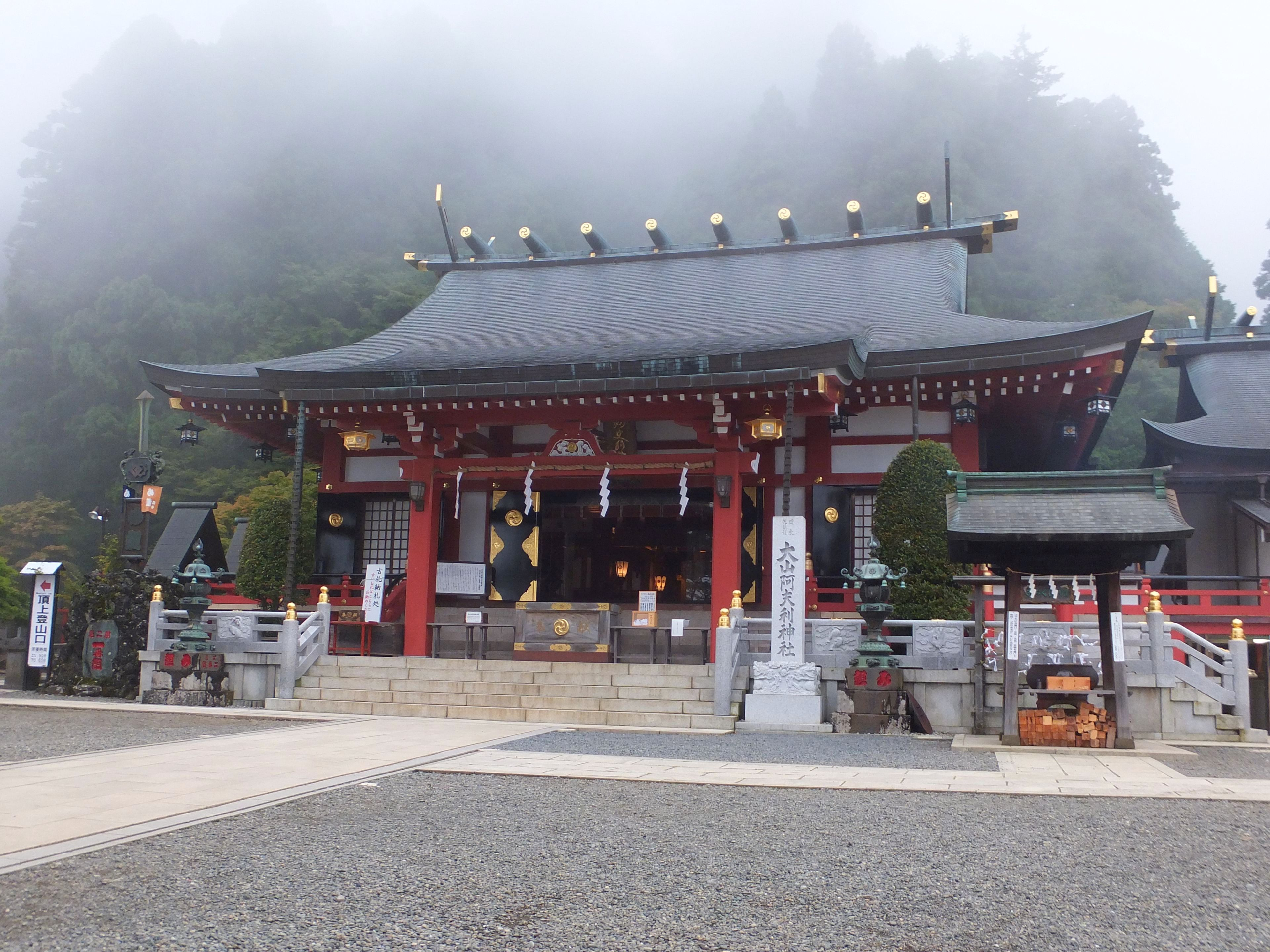
Oyama-Afuri Jinja, septembre 2017
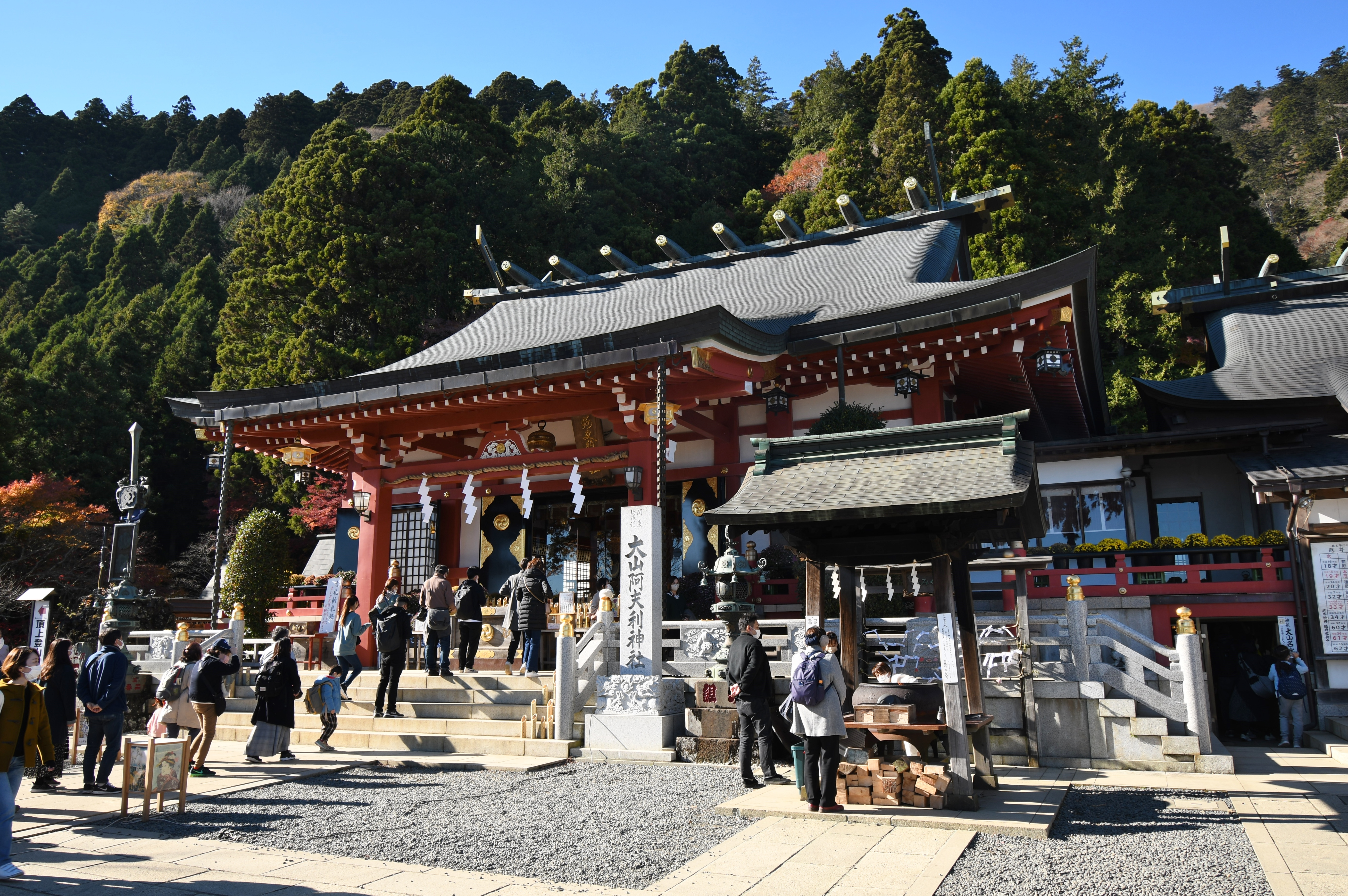
Sanctuaire inférieur Haiden (salle de culte)
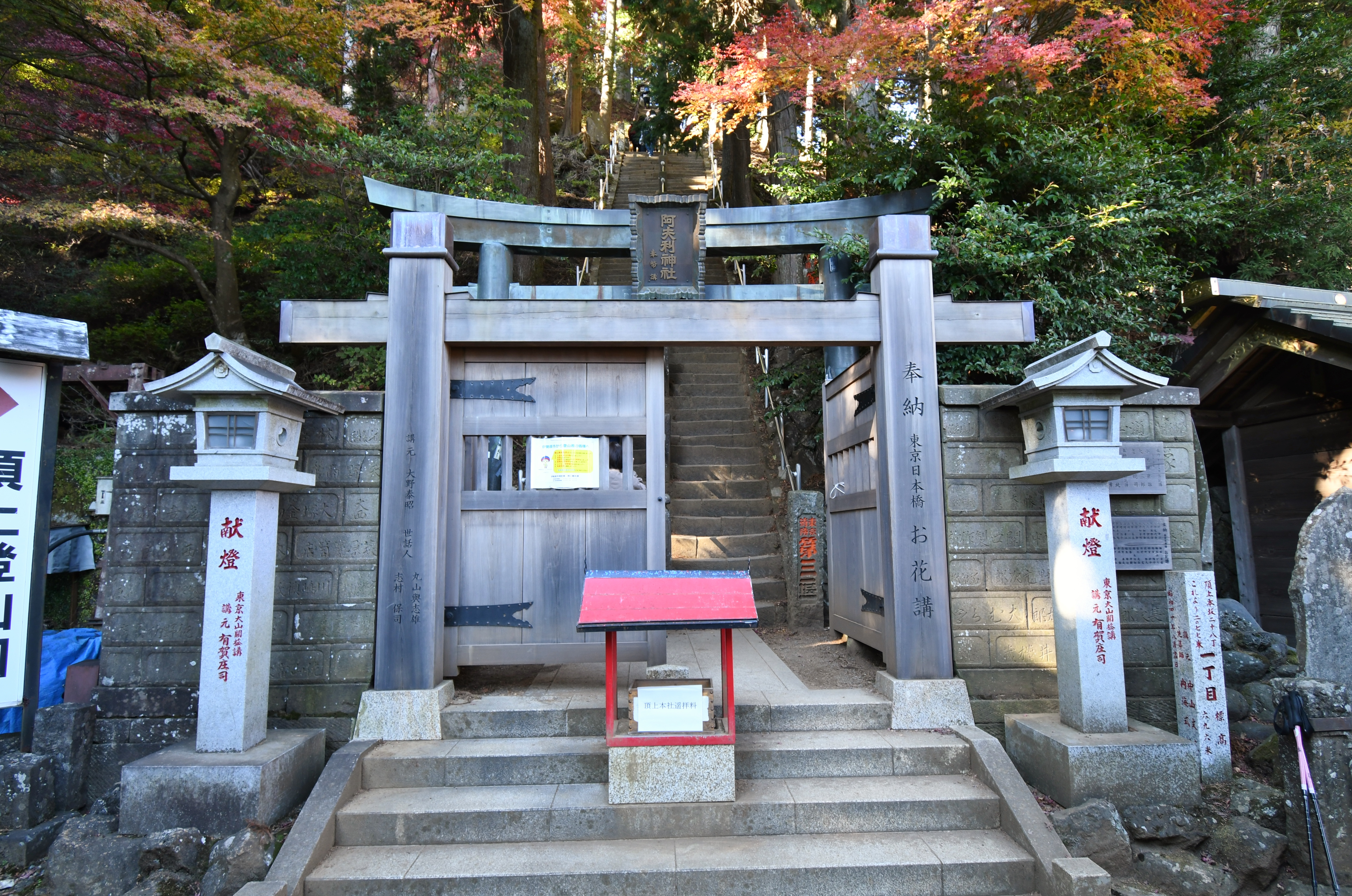
Entrée du sanctuaire inférieur (Tozanguchi)
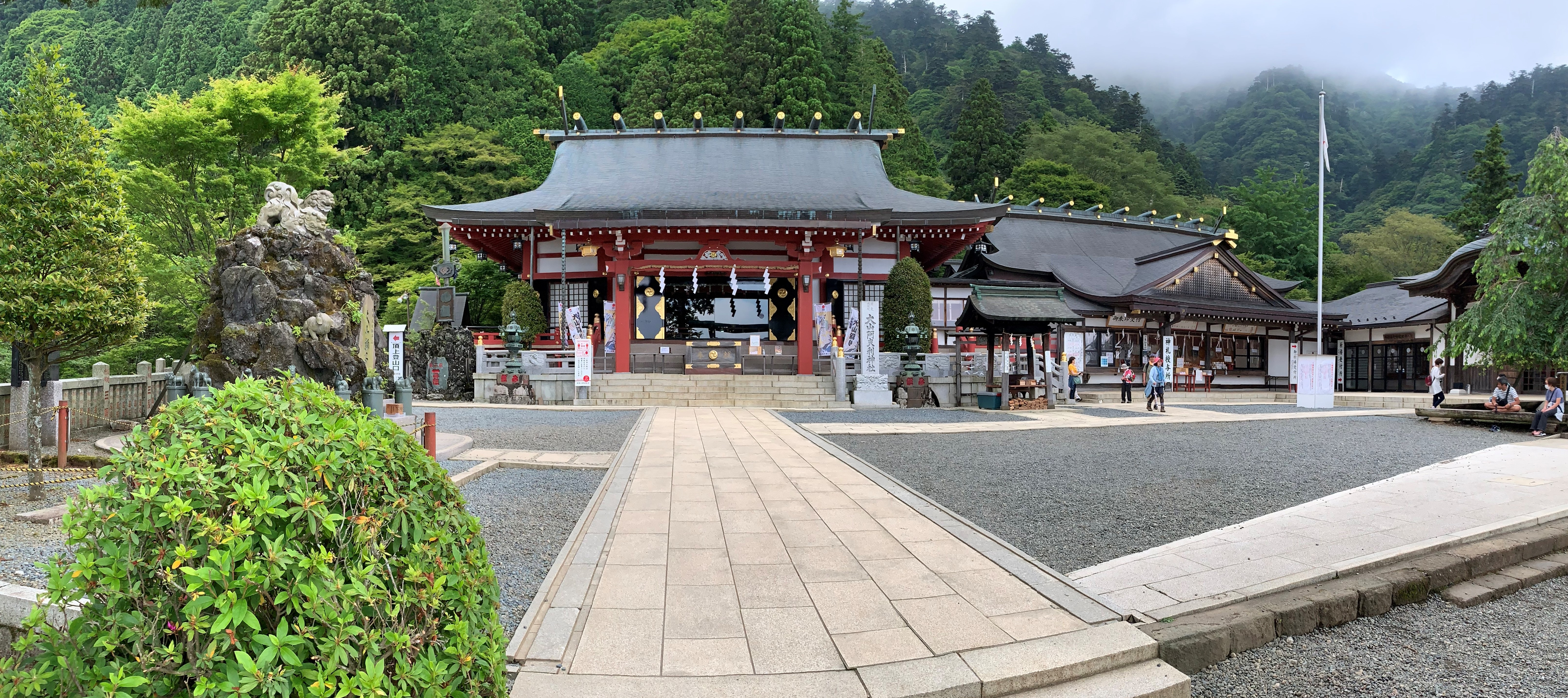
Panorama d'Ōyama Afuri Jinja
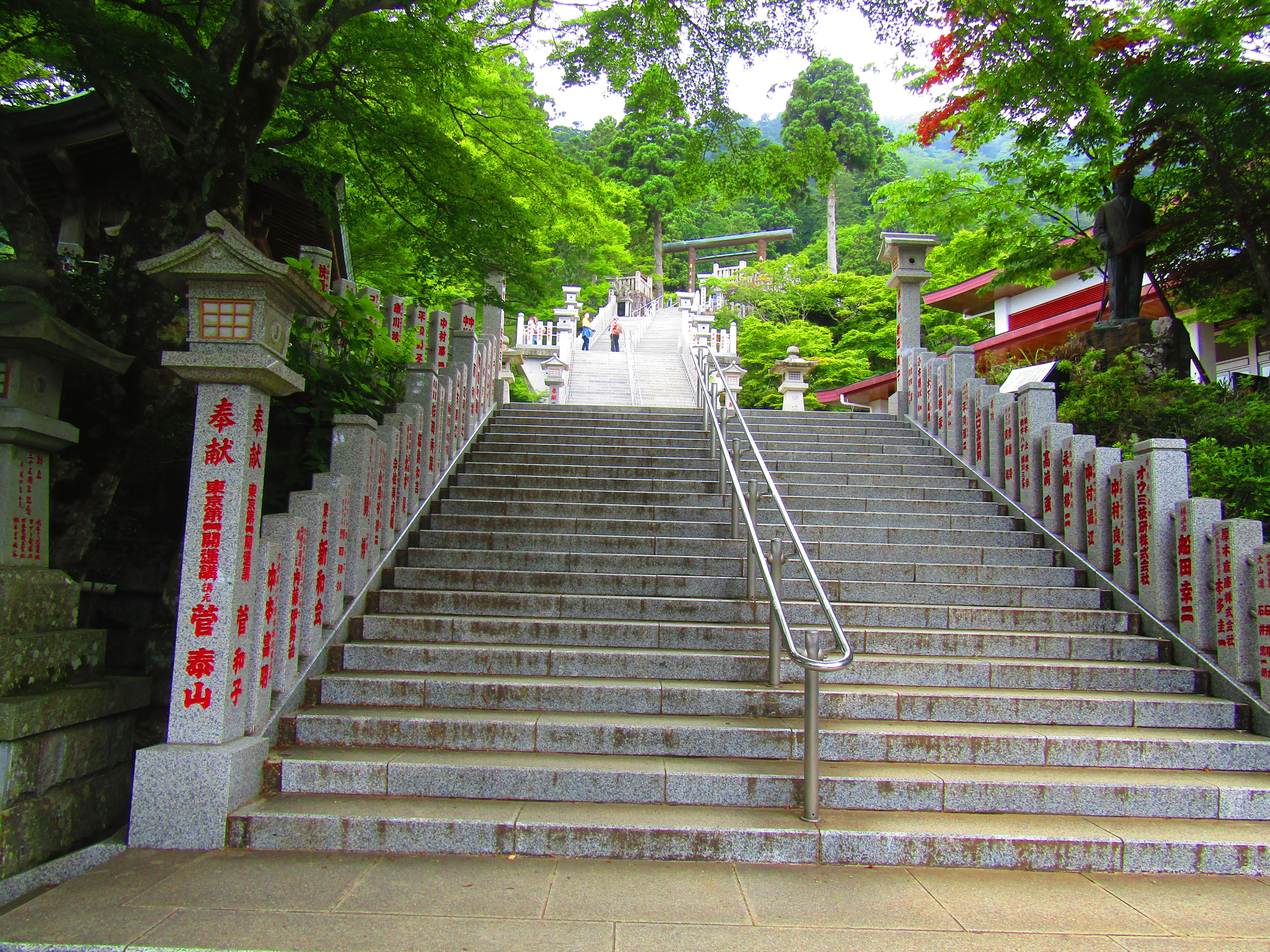
Escalier Ōyama Afuri Jinja
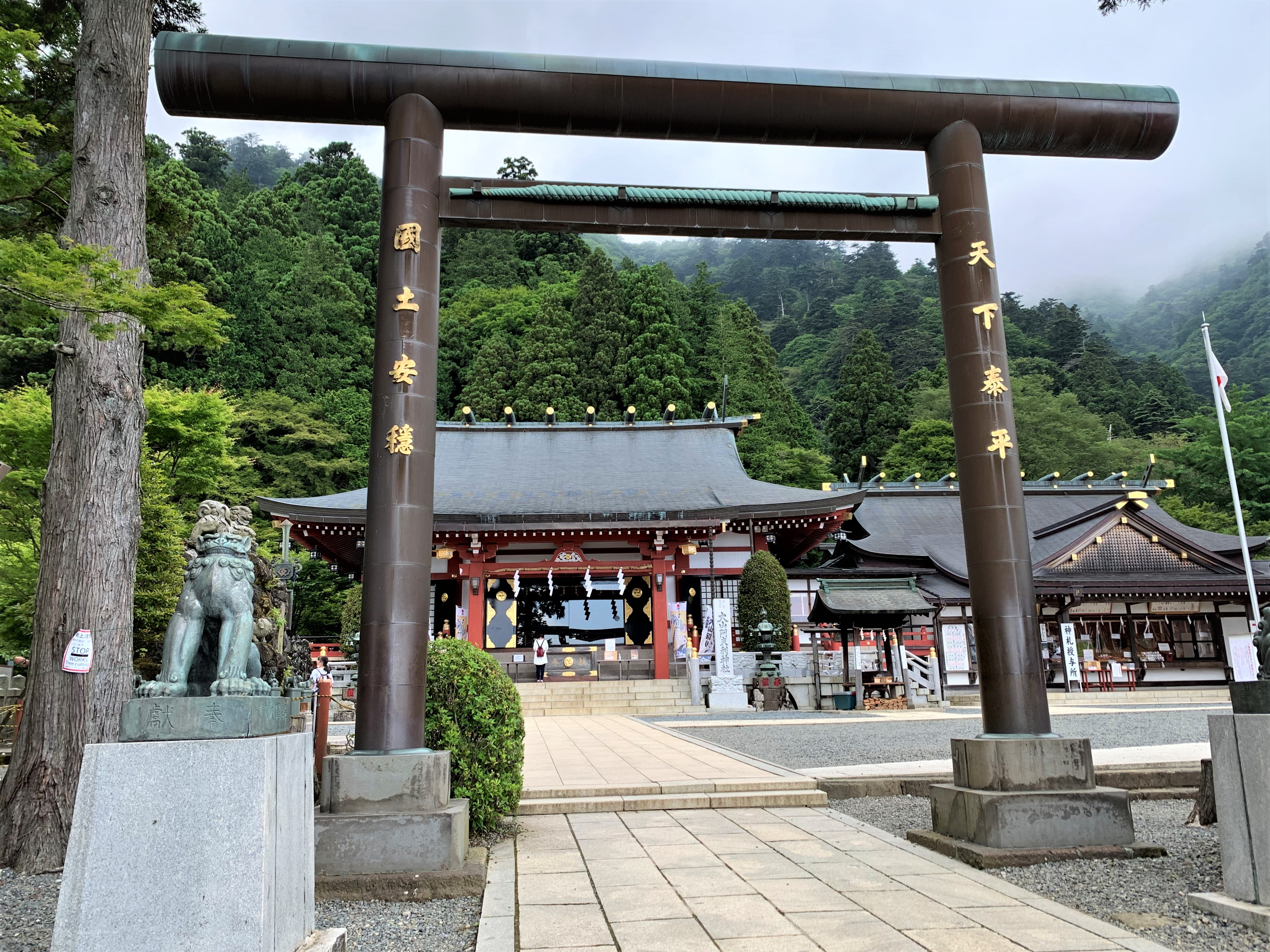
Ōyama Afuri Jinja
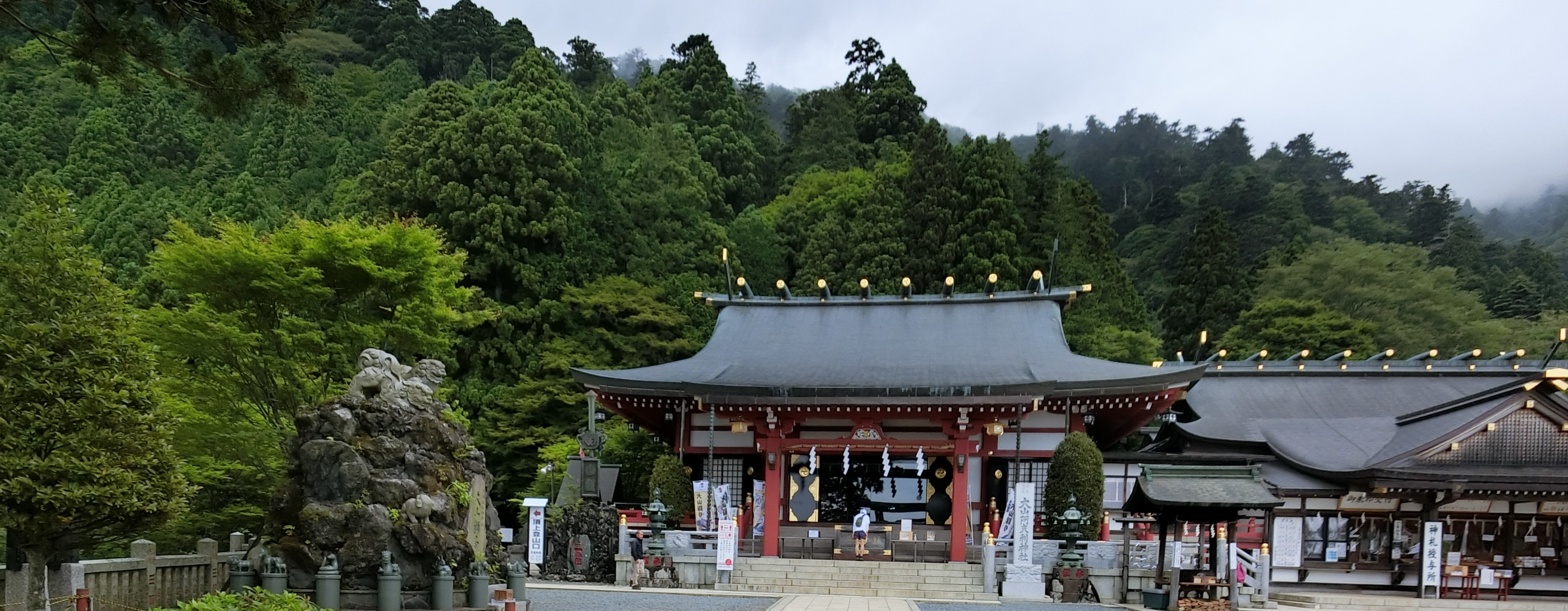
Sanctuaire Ōyama Afuri
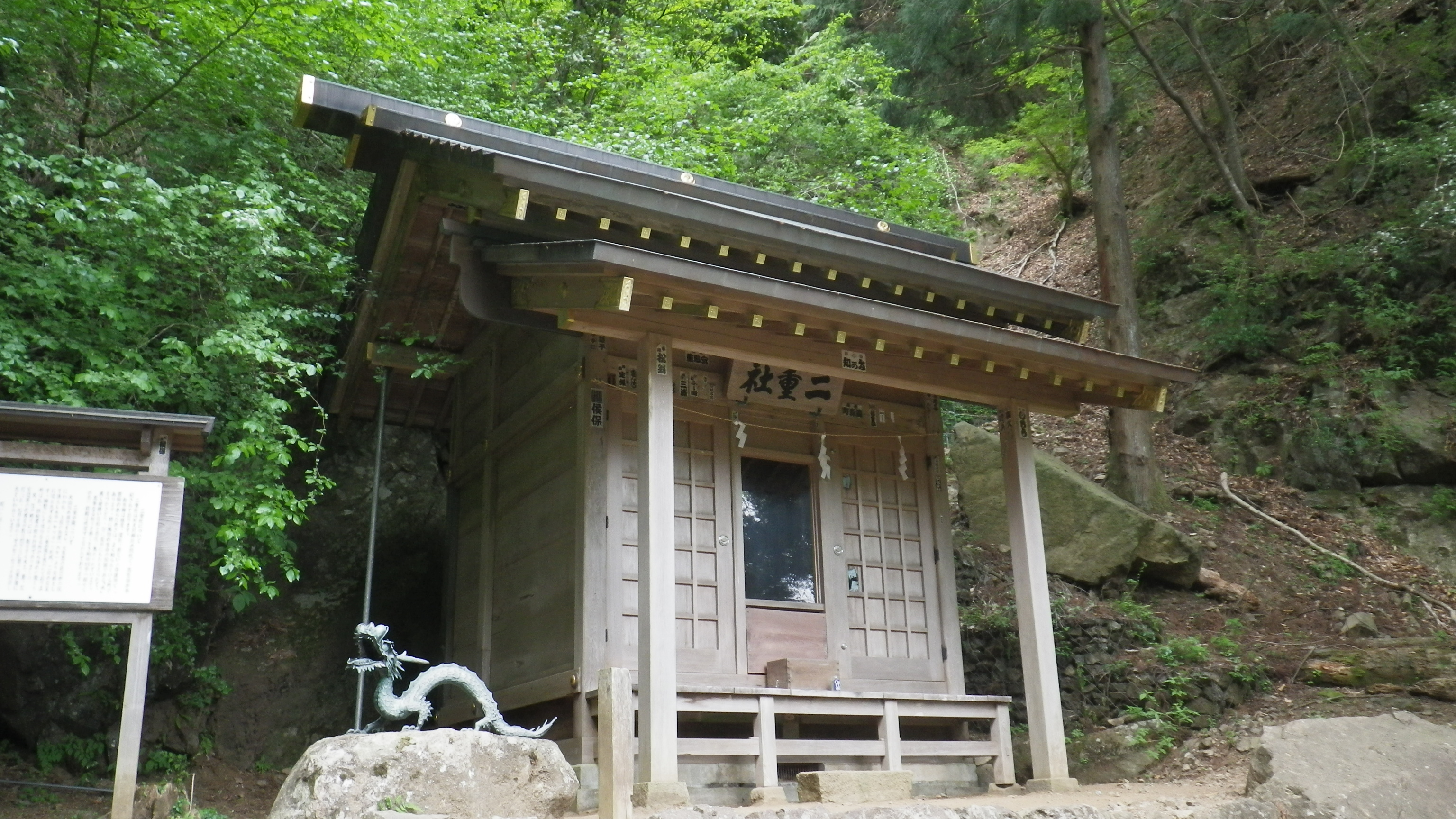
Vingt sanctuaires
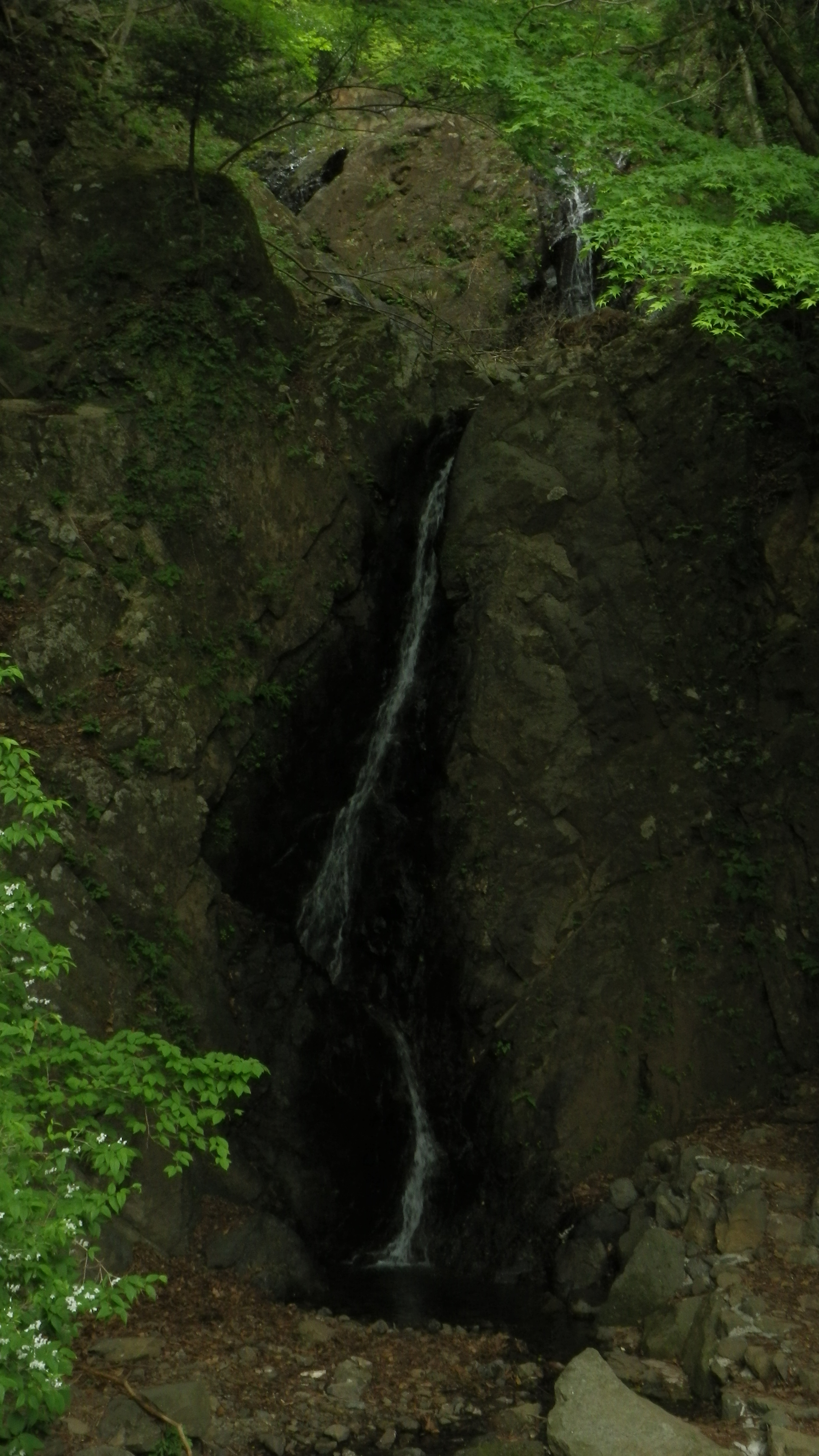
Vingt cascades
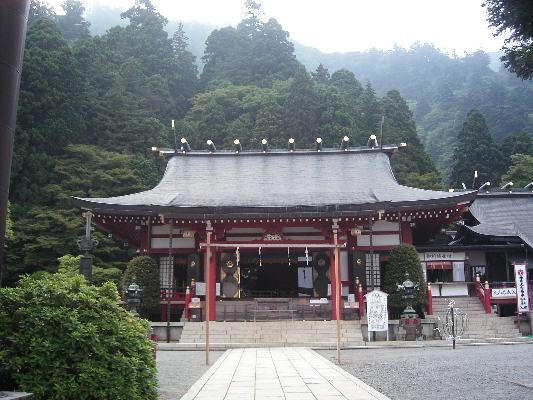
Sanctuaire inférieur Haiden
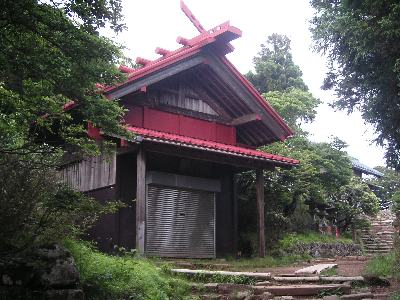
Ancien Sanctuaire
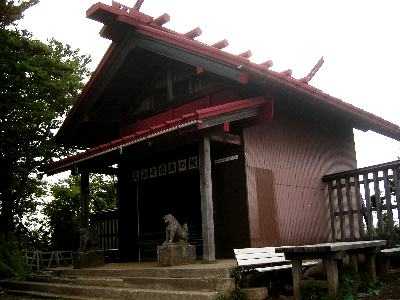
Sanctuaire intérieur
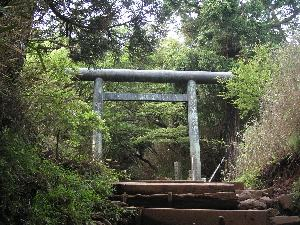
Torii du sanctuaire principal
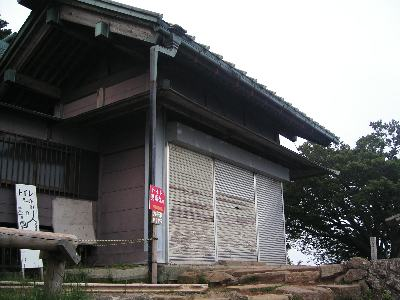
Sanctuaire principal Haiden
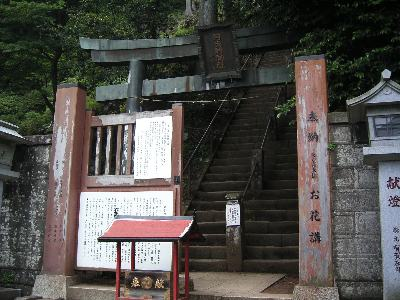
Entrée de la montagne
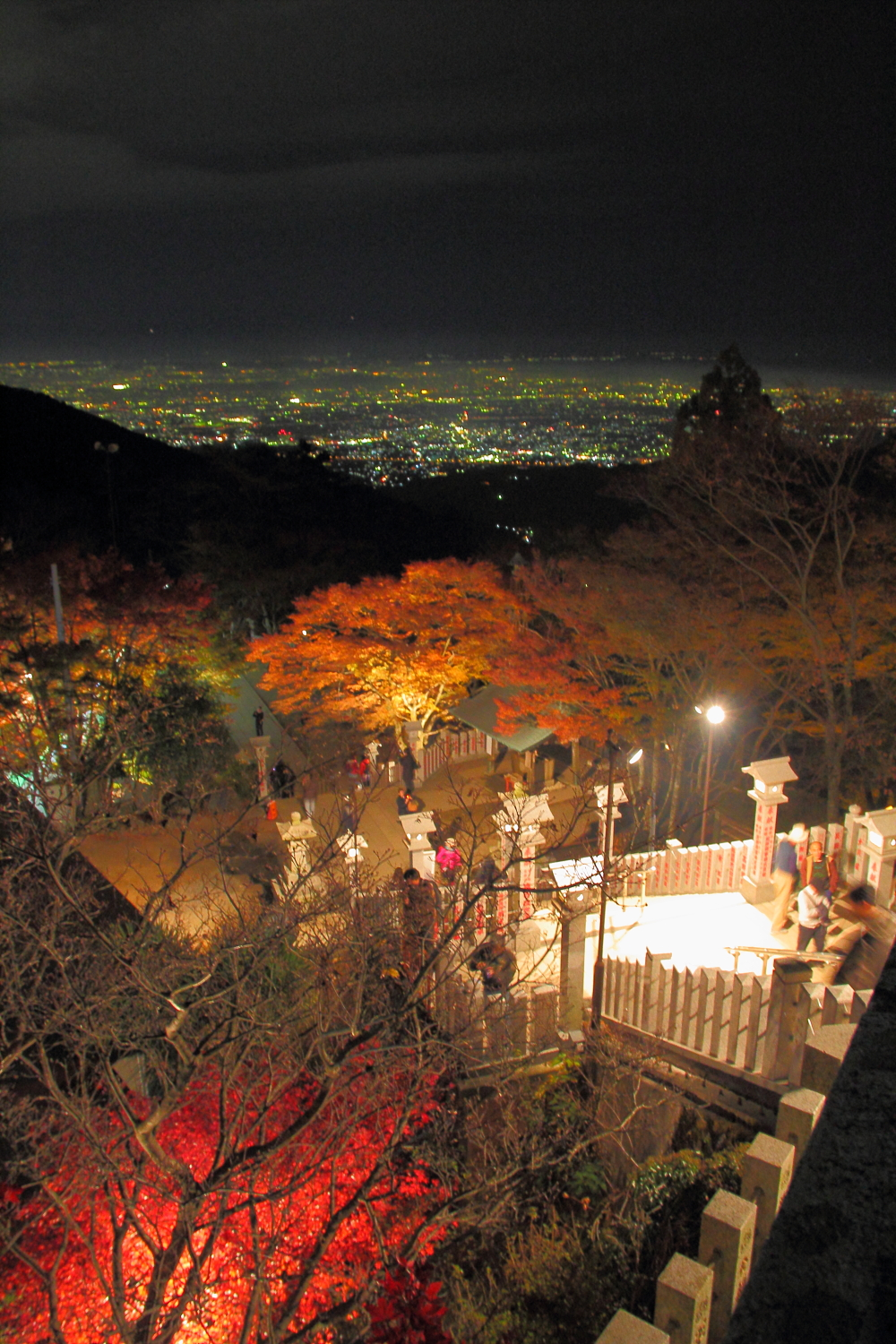
Feuilles d'automne au sanctuaire Ōyama Afuri
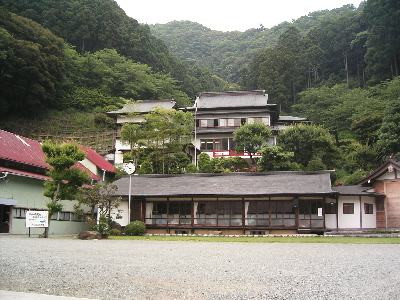
Siège social
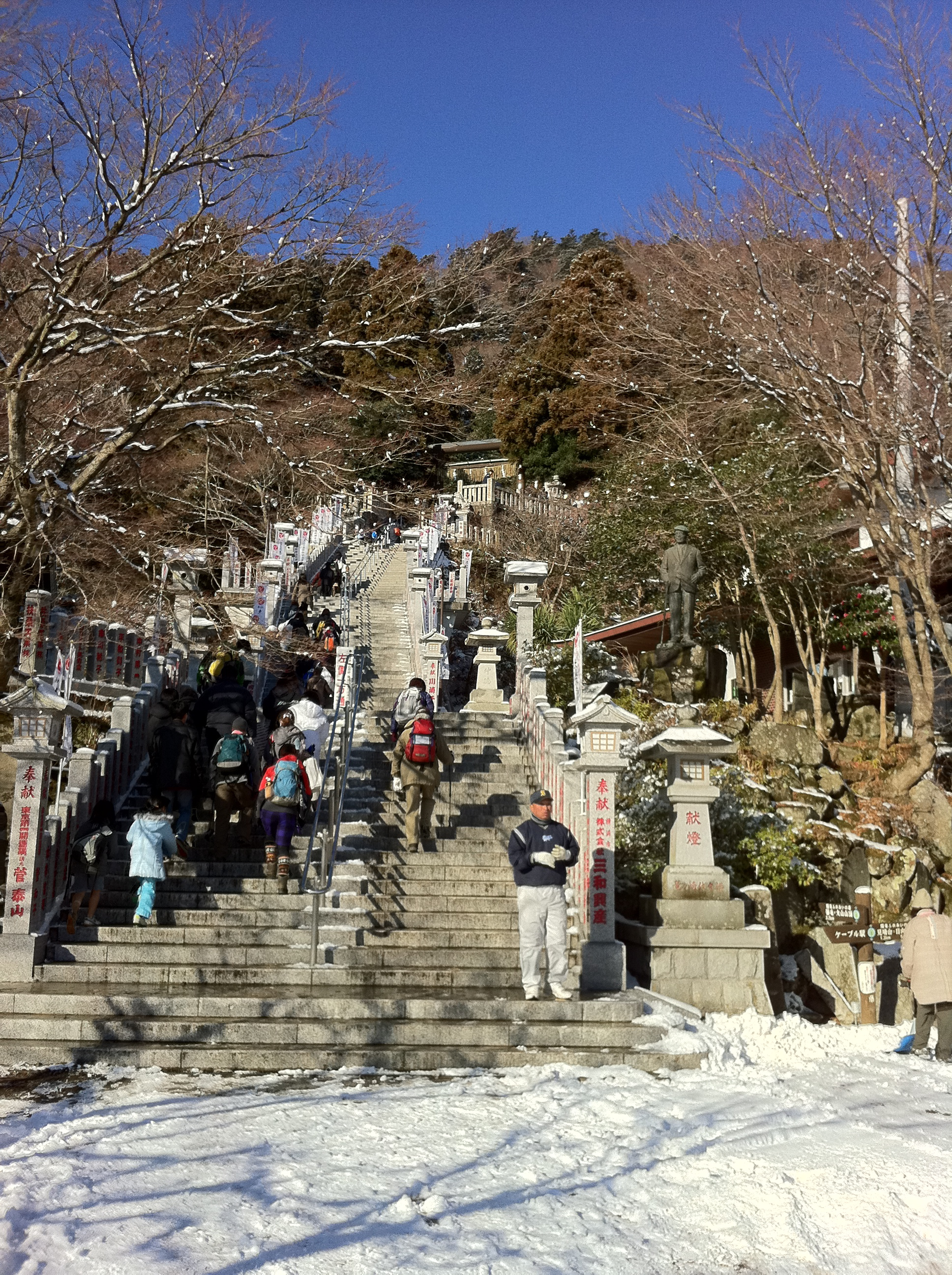
Panoramique (1)
Panoramique (2)
Panoramique (3)
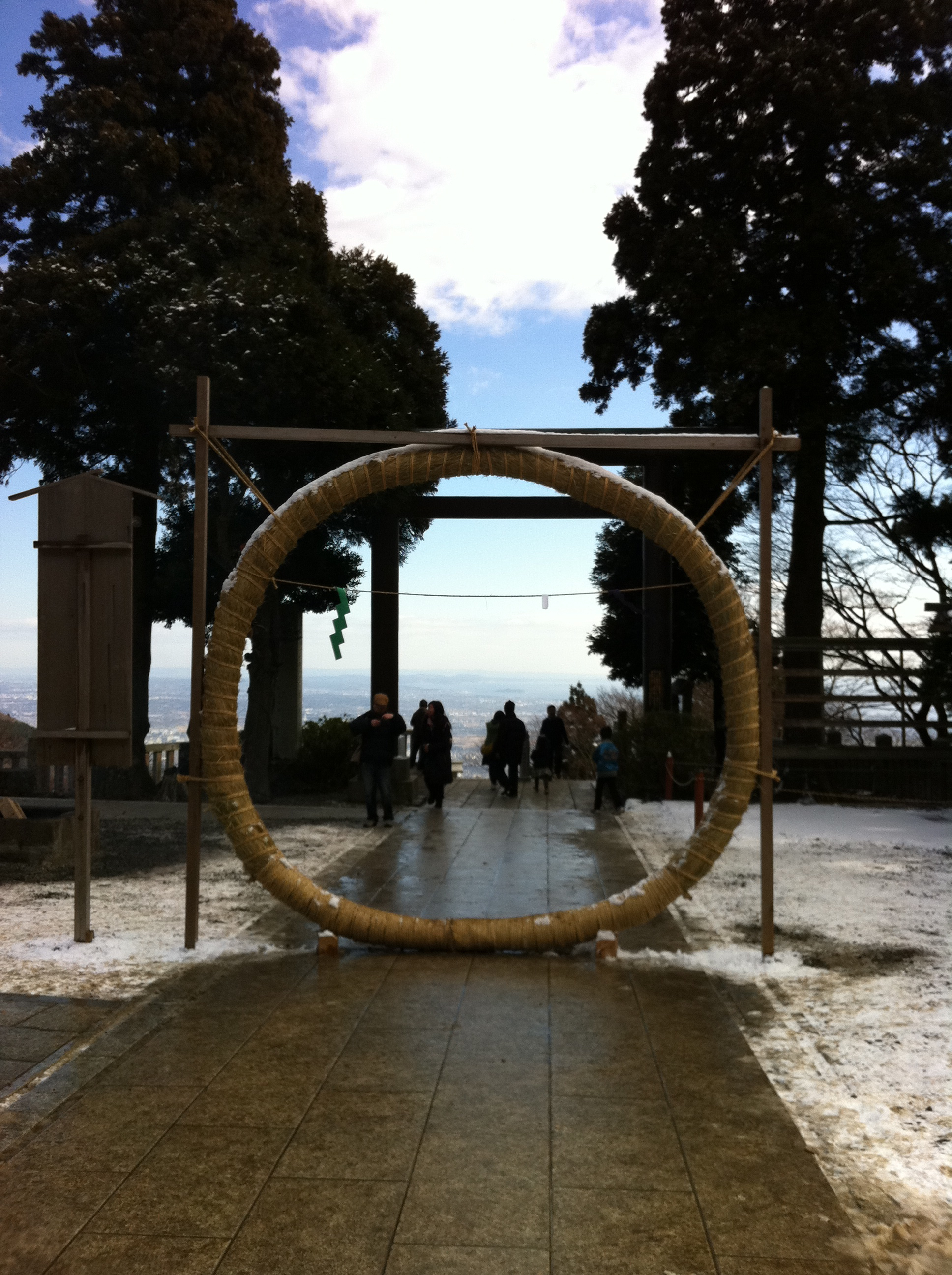
Panoramique (4)
Panoramique (5)
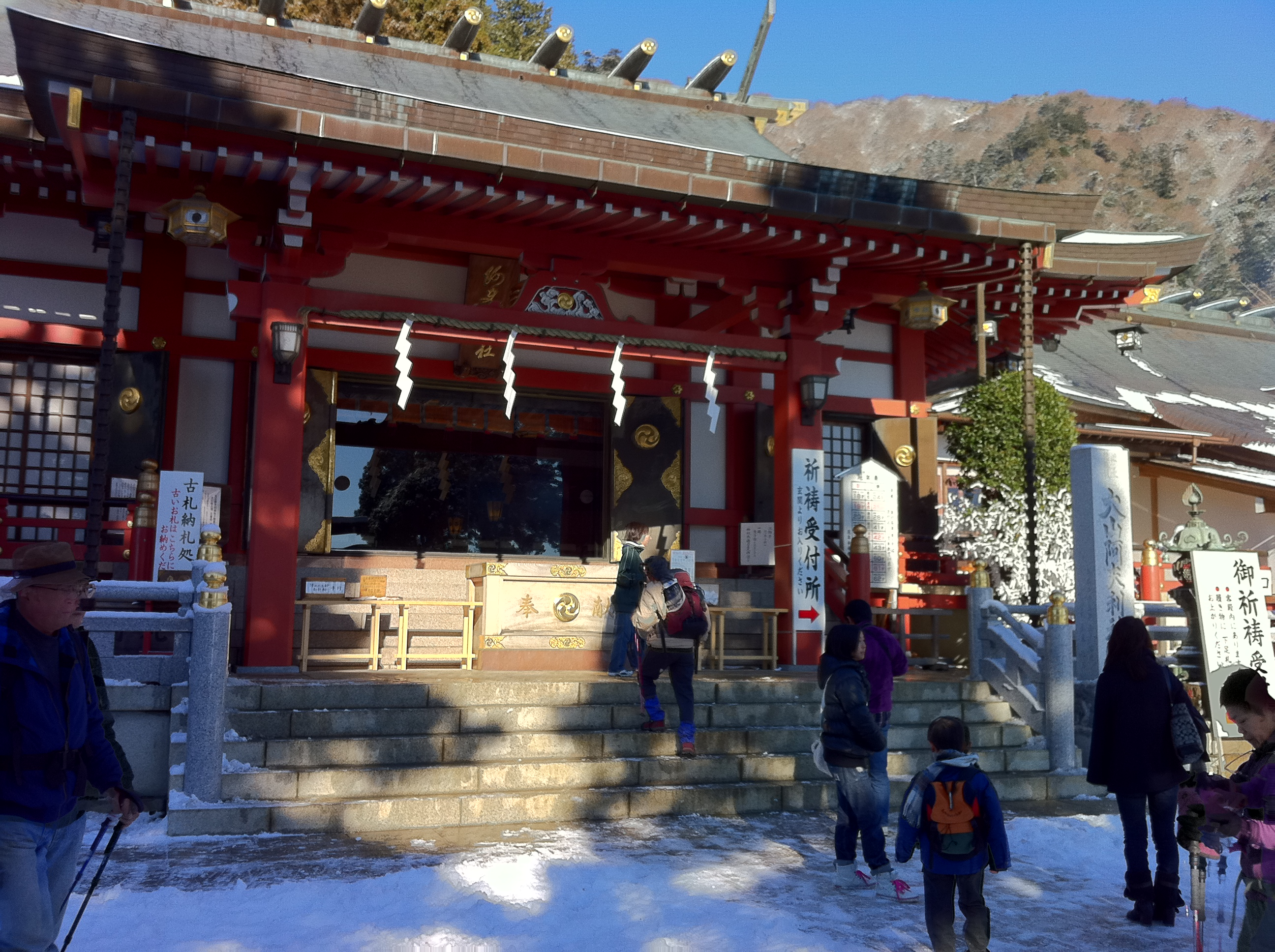
Panoramique
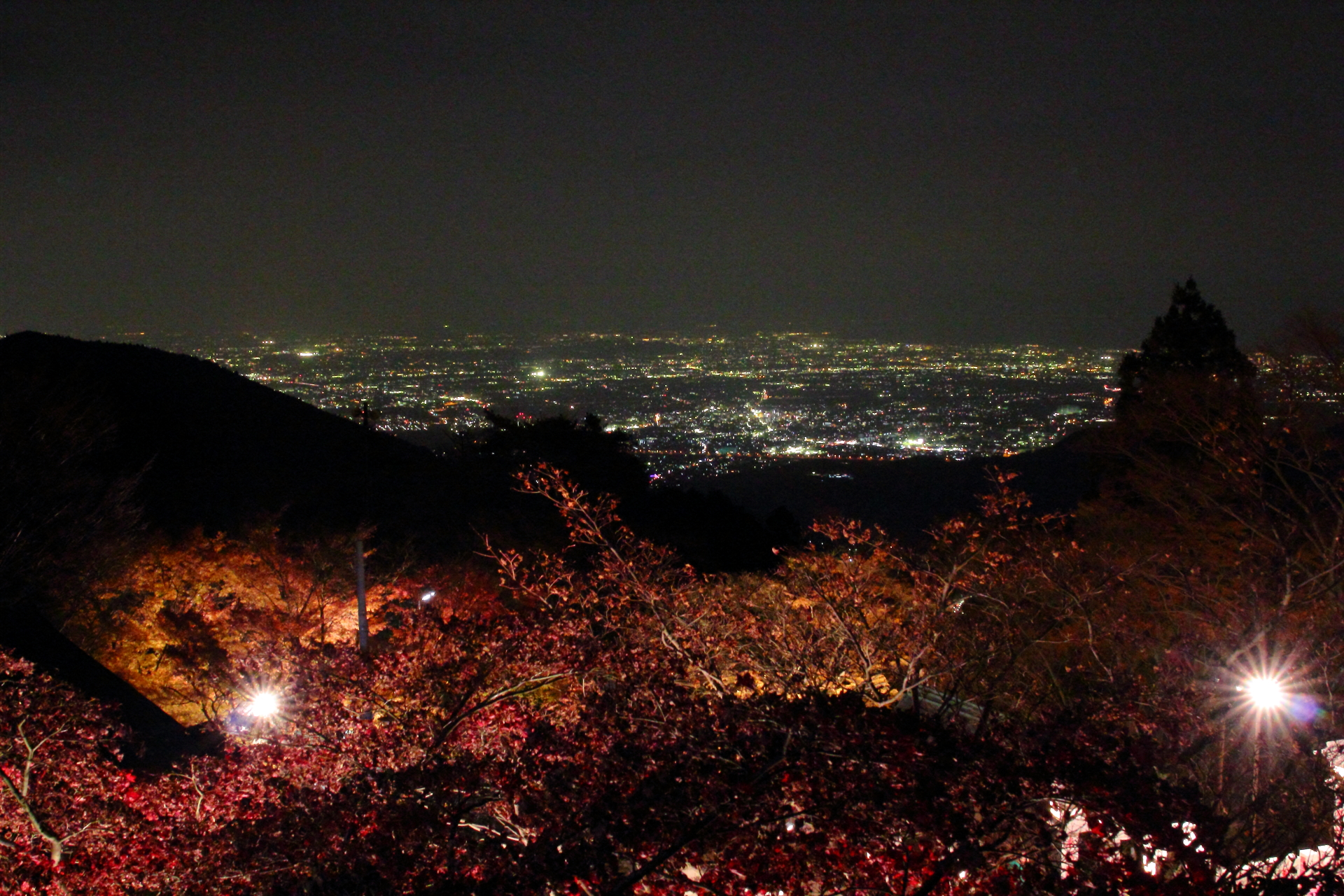
Vue nocturne depuis le sanctuaire Afuri